# Arroyo Pindaití
El arroyo Pindaití es un curso de agua ubicado en la provincia de Misiones, Argentina que desagua en el río Uruguay.
El mismo nace en las últimas estribaciones de la sierra de Misiones, cerca de la localidad  de Cruce de Pindaití, su cuenca abarca parte de los departamentos de Cainguás y Veinticinco de Mayo  hasta desembocar en el río Uruguay cerca de la localidad de Tres Bocas.
- Datos: Q5705850